# Лейла Імрет
Лейла Імрет (1987 , Джизре, Ширнак ) — турецький політик курдського походження, що народилася в Туреччині, але виросла в Німеччині. Повернулася на батьківщину 2013 року та була обрана мером Джизре 31 березня 2014 року. Уряд звільнив її з посади 11 вересня 2015 року після облоги Джизре у ході курдсько-турецького конфлікту. Після цього емігрувала до Німеччини, де продовжувала виступати проти порушень прав людини в регіоні. Героїня документального фільму 2017 року Діл Лейла, лауреатка Премії Карла фон Осецького 2018 року.

## Походження та навчання
Лейла Імрет народилася в червні 1987 року в місті Джизре в південно-східній провінції Ширнак у Туреччині. Коли Лейлі було чотири роки її батько загинув у ході бойових дій між турецькою армією та Робітничою партією Курдистану. 1992 року разом з родиною переїхала до міста Мерсіна — на південно-східному узбережжі Туреччини. Сама Лейла Імрет в 1996 році переїхала до німецького Бремена, де жила в родичів. Вчилася в Німеччині на викладача, працювала нянею та перукаркою.

## Кар'єра

### Повернення до Туреччини і вибори
2013 року повернувся до Туреччини. За словами Імрет, вона мала «дивні почуття після повернення до рідного міста, в якому не була 22 роки, на землю, де виросли твої діди й батько, на свою рідну землю». Хоча Джизре сильно постраждав у ході повстання РПК, на момент повернення Лейли між РПК та урядом вже почалися мирні переговори, отже ситуація була відносно спокійною..
У березні 2014 року Імрет, яка висувалась від Партії миру і демократії (BDP), набрала 83 % на виборах глави міста Джизре, що є рекордним результатом на виборах у Туреччині. У 27-річному віці вона стала першою жінкою-мером Джизре та наймолодшим мером Туреччини. У партії миру та демократії була квота 40 % на представництво жінок, а також систему співкандидатів, коли обраний міський голова та його заступник мали рівні позиції та працювали спільно, що призвело до збільшення кількості жінок у муніципальних та районних органах влади. Лейла Імрет стала однією з таких жінок, обраних на посаду мера по всій країні, які пообіцяли приділити особливу увагу вирішенню проблеми порушення прав жінок. Вона сказала: «Обрання мене мером надає жінкам сміливості. Це приверне жінок і молодь до політики». Вона планувала сприяти нормалізації життя у міській громаді, будуючи парки та ігрові майданчики, щоб «дати дітям шанс на дитинство, якого вона ніколи не мала».
Хоча мати Лейли Імрет була налаштована скептично та стурбована політичною активністю дочки, спочатку все йшло добре. Але після парламентських виборів у червні 2015 року, депутати в новому парламенті зірвали мирний процес між Партією справедливості та розвитку (РСР) та Робітничою партією Курдистану (PKK). Це призвело до оголошення позачергових виборів, призначених на листопад 2015 року. Напередодні турецький уряд оголосив комендантську годину в кількох регіонах, включаючи Джизре. Відновилася повномасштабна війна в Південно-Східній Туреччині: Джизре зазнавав постійних авіаударів. У той час повідомлялося, що Імрет сказала: «Є така приказка: „Вісником миру є миру в Джизре, а вісткою війни — війна в Джизре“. Зважаючи на це, можемо сказати, що у нас йде громадянська війна в Туреччині».
Під час парламентських виборів у червні 2015 року жителі Джизре, переважно курди, проголосували за Демократичну партію народів (ДПН), яка набрала 84 %, і багато хто вважав бойові дії в місті помстою правлячої партії справедливості та розвитку (ПСР), за яку вони не проголосували. Уряд стверджував, що ДПН співпрацювала з PKK. Коментуючи це звинувачення Імрет заявила: «Головна відмінність між ДПН та PKK полягає в тому, що перша — це політична партія, яка прагне брати участь у виборчому процесі на національному рівні… У Джизре багато хто підтримує РКК, але люди хочуть припинення конфлікту. Ніхто не хоче повернення в 1990-ті роки, коли точилася справжня війна. ДПН пропонує досягнення такого бажаного миру» Імрет звинуватила владу в репресіях проти політичних опонентів. У серпні Імрет повідомила ЗМІ, що поліція та солдати вбили п'ятьох людей, у тому числі двох дітей, при цьому їх дії виходили за межі режиму надзвичайного стану.

### Звільнення та затримання
Після розпуску уряду та призначення дострокових виборів у листопаді 2015 року, уряд Туреччини запровадив комендантську годину в кількох регіонах країни, включаючи Джизре. 12 вересня 2015 року міністерство внутрішніх справ Туреччини позбавило своїх посад багатьох прокурдських місцевих політиків, включаючи понад 80 міських голів, серед яких була і Лейла Імрет, а також співголовів Демократичної партії народів Фігена Юксекдага та Селахаттіна Демірташа. Це рішення викликало гостру критику з боку країн регіону та деяких західних країн. Лейлу Імрет замінила призначена урядом адміністрація в рамках дії указу про надзвичайний стан. Імрет були пред'явлені звинувачення в «підбурюванні громадськості до збройного повстання проти держави» за висловлювання в якому вона назвала антитерористичну операцію в Джизрі «громадянською війною».
Імрет була затримана в листопаді 2015 року. Після повідомлення Лейли в соціальних мережах про те, що місто оточили танки, її будинок обстрілювали і вона була готова до смерті, з'явились побоювання, що її вбили. У січні 2016 року її заарештували та звинуватили в пропаганді тероризму за інтерв'ю дане їй американському Vice News. Відповідаючи на звинувачення, Імрет заявила, що сенс її слів був «повністю спотворений», а інші сказали, що її слова були «неправильно перекладені».
Пізніше Імрет було звільнено, але їй було заборонено залишати країну, проте їй вдалося втекти з Туреччини, відправившись до іранського Курдистану, а звідти до Німеччини, де вона подала заяву та отримала політичний притулок у 2017 році. Залишається діючим ордер на її арешт за звинувачення у підтримці РПК.
Діяльність Лейли Імрет стала темою німецького документального фільму «Діл Лейла» 2017 року Аслі Озарслана, знятого, під час її переховування в Туреччині. Фільм був показаний на кінофестивалі Amnesty International у Гаазі «Фільми, які мають значення» у квітні 2017 року, але Імрет не змогла його відвідати, оскільки перебувала на той час у Туреччині.

### Життя в Німеччині
Імрет є одним із двох співголів НДП Німеччини. Вона відвідує курдів у вигнанні та свідчила в Європейському суді з прав людини про напади в Джизре.
У 2018 році Імрет дала свідчення як свідок-експерт у Постійному народному трибуналі в Парижі про порушення прав людини та військові злочини в Джизрі. Разом з колегами вона періодично оголошує голодні протести на знак протесту проти транскордонної операції Туреччини в сирійському районі Афрін. 28 березня 2018 року вона виступила на сесії Ради Європи з доповіддю «Мери під тиском» у Страсбурзі. Її промову привітали європейські мери, включно з Жаном-Луї Тестудом Сюренса, але присутні турецькі представники були обурені, а мер Ізміта Невзат Доган сказав: «Її виступ тут є явним порушенням стандартів Ради Європи».
У 2018 році Міжнародна ліга з прав людини (Берлін) нагородила Імрет Премією імені Карла фон Осецького за її «мужню боротьбу за права курдів». ILHR зазначила: «У вигнанні вона продовжує боротися за своє повернення на посаду мера, на яку вона була обрана демократичним шляхом, і мужньо продовжує просувати ідею дотримання прав людини в Туреччині, а також мирне і справедливе вирішення курдського питання.» Разом з нею нагороду одержав німецький соціальний працівник і правозахисник Оттмар Майлз Поль. Імрет сказала, що присвятила нагороду «тим, хто загинув у боротьбі за вільний Курдистан, особливо тим, хто втратив життя під час збройної боротьби в Джизрі», а також співголові Партії демократичного суспільства Лейлі Гювен, яка перебувала у в'язниці в Діярбакирі.